# Weiden (Kolonia)
Weiden, Köln-Weiden — dzielnica miasta Kolonia w Niemczech, w okręgu administracyjnym Lindenthal, w kraju związkowym Nadrenia Północna-Westfalia, na lewym brzegu Renu. 